# Anelaphus hirtus
Anelaphus hirtus es una especie de escarabajo longicornio del género Anelaphus, categorizada en la tribu Elaphidiini, de la subfamilia Cerambycinae. Fue descrita por Chemsak & Noguera en 2003.

## Descripción
Mide 9,5-14,65 mm de longitud.

## Distribución
Se distribuye por México.